# Anna Falck
Anna Paulina Falck, född 29 mars 1967 i Danderyds församling, är en svensk företagsledare.
Anna Falck är dotter till Bertil Falck och syster till Karin C. Falck. Hon var mellan 2000 och 2016 vd för arrangörsföretaget för Bokmässan i Göteborg, Bok & Bibliotek i Norden AB, efter sin far. Hon blev 2016 vd för Offside Press.

### Fotnoter
1. ↑  Hon tar över Offside Press i Resumé den 18 maj 2016